# والنتینا پوزنیاک
والنتینا پوزنیاک (به روسی: Валентина Позняк؛ زادهٔ ۳۱ اوت ۱۹۳۶ – درگذشتهٔ ۱۷ سپتامبر ۲۰۱۹) شناگر اهل اتحاد جماهیر شوروی بود. او نمایندهٔ تیم ملی شوروی در رشته شنای پروانه در بازی‌های المپیک تابستانی ۱۹۶۰ در رم بود.

### زندگی و فعالیت ورزشی
والنتینا پوزنیاک در شهر مینسک، در جمهوری شوروی بلاروس متولد شد. وی از دهه ۱۹۵۰ میلادی فعالیت حرفه‌ای خود را در رشته شنا آغاز کرد و به‌سرعت به یکی از شناگران برجستهٔ شوروی تبدیل شد. تخصص او در رشته‌های پروانه و آزاد بود.
در سال ۱۹۶۰، او به عنوان نمایندهٔ اتحاد جماهیر شوروی در بازی‌های المپیک تابستانی رم شرکت کرد و در رشته ۱۰۰ متر پروانه به رقابت پرداخت.

### دستاوردها
- شرکت در بازی‌های المپیک تابستانی ۱۹۶۰ – رم
- قهرمان مسابقات داخلی شوروی در چندین دوره
- مدال‌آور در رقابت‌های بین‌المللی دوستانه میان کشورهای بلوک شرق

### درگذشت
پوزنیاک در ۱۷ سپتامبر ۲۰۱۹ در سن ۸۳ سالگی درگذشت.